# Frieda Blanca von Joeden
Frieda Maria Emilie Blanka (Blanca) von Joeden (* 23. April 1875 in Darmstadt; † 6. September 1953 in Frankfurt am Main) war eine deutsche (Blumen-)Malerin, Grafikerin und Lehrerin. Sie war 1913 Gründungsmitglied und Teil des Vorstandes des progressiven Frauenkunstverbandes um Käthe Kollwitz, der sich energisch für die Zulassung der Frauen an den staatlichen Kunstakademien einsetzte.

## Leben
Frieda Blanca von Joeden wurde am 23. April 1875 in Darmstadt als Tochter des Hauptmanns a. D. und großherzoglich hessischen Kammerherrn Felix von Joeden (1836–1907) und dessen Ehefrau Emilie Kraetzer (1846–1914), Tochter eines Mainzer Weingutsbesitzers, geboren. Der Großvater Karl von Joeden (1803–1869) war mehrfacher Rittergutsbesitzer im Landkreis Schlochau. Späteres Stammgut der Familie dort wurde Grumsdorf.
Über den frühen Werdegang von Frieda, ihr Rufname in der Familie, ist nichts bekannt. Sie machte eine Ausbildung bei Emil Orlik in Berlin. Dieser gilt als Erneuerer des Farbholzschnittes und hat sie in diesem Bereich sicherlich geprägt. Gemeinsam mit der Künstlerin Eugenie Bandell war von Joeden auch Schülerin von Ottilie Wilhelmine Roederstein.
1910 war von Joeden erstmals Teil der 12. Jahresausstellung Frankfurter Künstler im Frankfurter Kunstverein, die vom 30. Oktober bis 12. November stattfand. In der Kategorie „Graphische Kunst“ stellte sie dort ihren Holzschnitt Beguinenhof in Gent aus.
Von Joeden übernahm 1911 das Atelier von Roederstein im Städelschen Kunstinstitut, welches Ottilie W. Roederstein 1891 bezogen hatte. Es befand sich in der Dürerstraße 10 in Frankfurt am Main.
Während der 13. Jahresausstellung Frankfurter Künstler im Frankfurter Kunstverein vom 5. November bis 3. Dezember 1911 war sie erneut in der Kategorie „Graphische Kunst“ vertreten, mit ihrem Holzschnitt Venedig. Des Weiteren stellte sie ein Gemeinschaftswerk, den Holzschnitt Heuwagen, zusammen mit Lina von Schauroth aus.
1913 erhielt sie unter anderem eine Medaille von der Stadt Leipzig. Gleichzeitig trat der Frauenkunstverband als Berufsorganisation der bildenden Künstlerinnen hervor. Im Mai 1913 fand die erste Generalversammlung in Frankfurt a. M. statt, zu der Delegierte aus allen Teilen Deutschlands gekommen waren, unter ihnen auch Frieda Blanca von Joeden. Vorsitzende des Künstlerverbandes war Käthe Kollwitz, weitere Gründungsmitglieder Dora Hitz und Eugenie Kaufmann. Gemeinsam mit der ersten Vorsitzenden Kollwitz, Hitz, Bandell und Ottilie W. Roederstein bildete von Joeden den Kern des Vereins in Frankfurt a. M. Ziel des Verbandes war es „durch Einigkeit stark zu werden und mit Aufbietung aller Kräfte eine Besserung [ihrer] Berufsverhältnisse [zu erreichen].“
Im Jahr 1914 war sie im „Haus der Frau“, einer Sondergruppe der Weltausstellung für Buchgewerbe und Graphik in Leipzig in den Kategorien „Reklame und Werbemittel“ und „Freie Graphik“ mit Holzschnitten vertreten. Nachdem Frauen kurz zuvor zum buchgewerblichen Unterricht zugelassen worden waren, wurde von Joeden zur gleichen Zeit auch Mitarbeiterin im graphischen und buchgewerblichen Unterricht, weshalb sie mit Schülern aus ihrem Studienatelier in Frankfurt a. M. auch in der Kategorie „Unterricht“ in Leipzig ausstellte.
Am 19. November 1916 wurde der Zusammenschluss Frauenkunstverband „Dreistädtebund“, der in der Kunst beruflich tätigen Frauen aus Mainz, Darmstadt und Frankfurt in Mainz gegründet, in dem auch von Joeden tätig war. Die Ziele waren: die Förderung der Interessen der Künstlerinnen, Verständigung und Zusammenarbeit mit Künstlervereinigungen, die Förderung günstiger Ausstellungsbedingungen und die Werbung für die Mitarbeit von Frauen im öffentlichen Kunstleben.
Im Laufe ihres Lebens wurde sie auch Mitglied im Deutschen Künstlerbund. Sie starb unverheiratet 1953 in Frankfurt a. M.

## Werk
Das künstlerische Werk Frieda Blanca von Joedens reicht von Holzschnitten über Plakate, Ansichtskarten und Aquarelle bis hin zur Ölmalerei, wobei Blumen ihre bevorzugten Motive waren. Vereinzelt tauchen kleinere Werke in Auktionshäusern auf, über ihr gesamtes Lebenswerk ist jedoch kaum etwas bekannt. Ein heute noch bekanntes Werk ist Veilchen, ein Holzschnitt, bestehend aus einem kleinformatigen Blatt in zarten Grau- und Violetttönen, der um 1910 entstanden sein muss. 1914, zu Beginn des Ersten Weltkrieges, entstand eine Serie an Ansichtskarten für den Nationalen Frauendienst, unter anderen mit den Titeln und du mein Schatz bleibst hier und Gott erhalt ihn mir.
Ein weiteres bekanntes Werk Straße in Erding, welches am 16. August 1918 entstanden ist, kann heute im Studiensaal der Graphischen Sammlung des Städelmuseums vorgelegt werden. Zeitlich nicht einzuordnen ist ein Farbholzschnitt, welcher vermutlich den Frankfurter Dom darstellt. Anhand verschiedener Ausstellungskataloge wird deutlich, dass es noch viele weitere Werke wie Beguinenhof in Gent, ausgestellt auf der 12. Jahresausstellung Frankfurter Künstler gegeben haben muss. Auch der Verbleib von Holzschnitten wie Venedig, Abend und Heuwagen oder das Plakat, welches sie im „Haus der Frau“ ausstellte ist heute unbekannt.  Bis heute werden die Werke ausgestellt, zuletzt in der Ausstellung „Unbekannt – Farbholzschnitte Anfang des 20. Jahrhunderts“ des Rüsselsheimer Kunstvereins im Stadt- und Industriemuseum Rüsselsheim (28. Februar bis 25. April 2021).
1937 wurden in der Nazi-Aktion „Entartete Kunst“ nachweislich aus der Kunstsammelstelle Frankfurt/Main ihr Aquarell Niddalandschaft und die Zeichnung Bergstraße beschlagnahmt und vernichtet, und 1944 beschlagnahmten die Nationalsozialisten in Amsterdam mit dem Umzugsgut aus der Sammlung von Martin Flersheim und dessen Witwe Florence Flersheim (1864–1950) u. a. auch ein Exemplar von Frieda Blanca von Joedens Holzschnitt Mainbrücke. 1944 wurde in Frankfurt der Großteil von Joedens Werken im Krieg zerstört.

## Genealogie
- Marcelli Janecki: Handbuch des Preußischen Adels. Band 1. Hrsg. Königliches Herolds-Amt Berlin, Ernst Siegfried Mittler und Sohn, Berlin 1892, S. 239.
- Gothaisches Genealogisches Taschenbuch der Briefadeligen Häuser 1907. 1. Jahrgang, Justus Perthes, Gotha 1906, S. 347 f.
- Gothaisches Genealogisches Taschenbuch der Adeligen Häuser. Zugleich Adelsmatrikel der D.A.G. Teil B (Briefadel). 1940. 32. Jahrgang, Justus Perthes, Gotha 1939, S. 296.
- Hans Friedrich von Ehrenkrook, Walter von Hueck. Et al.: Genealogisches Handbuch der Adeligen Häuser. B (Briefadel). 1961. Band V, Band 26 der Gesamtreihe GHdA, Hrsg. Deutsches Adelsarchiv, C. A. Starke, Limburg an der Lahn 1961, S. 131 f.